# 社長道中記
『社長道中記』（しゃちょうどうちゅうき）は、1961年4月25日に東宝系で公開された日本映画。カラー。東宝スコープ。

## 概要
『社長シリーズ』第10作。『社長太平記』以来2年振りに松林宗恵が監督に復帰した。さらに古関裕而がシリーズで初めて音楽を担当した。なお、本作と次作『続・社長道中記』は、源氏鶏太の『随行さん』を原作にしているが、『社長シリーズ』で原作つきなのは傍系作品『新・三等重役』シリーズを除けば珍しい。また本作と次作では司葉子は登場せず、小林桂樹の相手役は団令子となる。
太陽食料という缶詰食品会社が舞台となり、カエルやマムシやカタツムリの缶詰を売ろうと社長が出張する。真面目そのもので出世も遅れている桑原が随行することに。社長は特急こだまの車内で美人が来る度に席を替わってくれとわがままを言い始める。海外にも販売網を持つ南海物産の本田社長の接待出張先でも浮気癖が出て、バーのマダムが東京から来ることに。強壮剤を飲んで待つが、それは桑原の持って来た睡眠薬で、二人とも間違えて飲んで騒動に。朝起きない社長を心配して東京から夫人と桑原の恋人の敬子も現れる。敬子は桑原と芸者との仲を疑う。翌朝ゴルフ場で本田に会った三沢は、まむしの罐詰のおかげで「ホールインワン」に成功したと喜ぶ本田との契約に成功する。敬子に誤解されたままで困った桑原…。名物の地方ロケは大阪と白浜温泉。

## スタッフ
- 製作：藤本真澄
- 原作：源氏鶏太（『随行さん』より）
- 脚本：笠原良三
- 監督：松林宗恵
- 撮影：鈴木斌
- 照明：猪原一郎
- 美術：浜上兵衛
- 録音：矢野口文雄、下永尚
- 音楽：古関裕而
- 編集：岩下広一
- 助監督：田実泰良
- スチール：秦大三

## 出演者
- 三沢英之助：森繁久彌
- 三沢福子：久慈あさみ
- 三沢幸子：浜美枝
- 倉持善助：加東大介
- 桑原武：小林桂樹
- 桑原まさ：英百合子
- 土井支社長：三木のり平
- 松浦敬子：団令子
- 芸者ひょうたん：新珠三千代
- マダムえみ子：淡路恵子
- 島健太郎：加藤春哉
- 山中先生：十朱久雄
- 横山会長：左卜全
- 女中サワ子：峯丘ひろみ
- 女あんま：塩沢とき
- 男あんま：八波むと志
- 秋山：石田茂樹
- 小山田社長：山茶花究
- 大阪の旅館の女中：森今日子
- 本田：三橋達也

## 同時上映
『用心棒』
- 脚本：菊島隆三、黒澤明／監督：黒澤明／主演：三船敏郎